# 里見忠志
里見 忠志（さとみ ただし、1944年 - ）は、兵庫県出身の元アマチュア野球選手（投手）。旧名は忠士。

## 来歴・人物
兵庫工業高等学校では、2年生の時に1961年夏の甲子園県予選準決勝に進むが、報徳学園に敗退。その後も県予選で敗れ甲子園には出場できなかった。法政大学に進学。東京六大学野球リーグでは在学中2回優勝。3年生から木原義隆の後継としてエースとなる。1965年春季リーグでは長池徳二、鎌田豊ら強力打線の援護もあって優勝を飾り、ベストナイン（投手）に選出されている。直後の全日本大学野球選手権大会は、1回戦で中京大に敗退。リーグ通算31試合登板、12勝10敗、防御率2.59、71奪三振。 大学同期に二塁手の中村之保、三塁手の近藤徹がいる。1966年の第二次ドラフトで東映フライヤーズに3位指名されるが入団を拒否。
卒業後は社会人野球の河合楽器に進む。1967年の都市対抗では1回戦で東洋レーヨンを相手に先発、6回を好投しサヨナラ勝ちにつなげる。しかし2回戦では日本石油に早々と打ち込まれ1回で降板、平松政次に完封を喫した。この時のチームメイトに上垣内誠、佐藤政治がいた。翌1968年の都市対抗ではチームが準優勝するが、故障もあって登板機会はなかった。